# Börje Dickert
Sven Börje Dickert, född 2 februari 1913 i Hässleholms församling i dåvarande Kristianstads län, död 6 januari 1978 i Lidingö församling i Stockholms län, var en svensk ekonom och direktör.
Börje Dickert var son till distriktsveterinären Knut Dickert och Mia Andersson. Efter studentexamen i Kristianstad 1932 studerade han vid Handelshögskolan i Stockholm, där han blev civilekonom då han diplomerades (DHS) 1937, men bedrev senare också affärsstudier vid University of California i USA 1948–1949. Han var anställd vid Stockholms enskilda bank och Jordbrukarbanken 1937–1941, blev kamrer vid försvarets fabriksverks ammunitionsfabrik i Marieberg 1943, ekonomichef vid Comp Mexicana AGA Mexico 1945, reserevisor hos AGA i Lidingö 1948, ekonomichef vid Tudor AB 1951 samt ekonomidirektör 1960. Han avlade reservofficersexamen 1934.
Han gifte sig 1938 med skådespelaren Inga-Bodil Vetterlund (1914–1980) och 1952 med Eyvor Möller, född Gustâv (1919–2016), dotter till byrådirektören Olaf Gustâv och Margaretha Pettersson. Dickert är begravd på Lidingö kyrkogård.